# Hans Haym
Hans Haym (Halle, 29 novembre 1860 – Elberfeld, 15 février 1921) est un chef d'orchestre allemand de la fin du XIXe et du début du XXe siècle. Lorsqu'il était directeur musical à Elberfeld (non loin de Dusseldorf), il soutint les œuvres alors inconnues du compositeur britannique Frederick Delius, avant même qu'elles ne soient entendues dans son pays natal.

## Biographie
Haym effectue son éducation à l'université d'Iéna puis à Tübingen, où il étudie la philosophie et la philologie classique. Après son diplôme, il étudie la musique à Munich, où il prend des cours de composition, le piano, d'orgue et de chant
En 1890, Haym succède à Julius Buths en tant que chef d'orchestre de la Société des concerts (Elberfelder Concertgesellchaft). Le 17 décembre 1892, il programme un ensemble d'œuvres de Beethoven : la Kantate auf den Tod Kaiser Joseph II [Cantate sur la mort de l'empereur Joseph II], le Concerto pour piano n° 5 et la Neuvième Symphonie, avec pour solistes, Julia Uzielli, Jenny Hahn, Franz Naval et Anton Sistermans. Malgré le conservatisme des goûts de son public, il programme la nouvelle musique quand il le peut. Il crée des œuvres de Richard Strauss (Till Eulenspiegel) en 1895 et de Delius, Over the hills and far away (avec son titre allemand : Über die Berge in die Ferne : Par-dessus les collines vers le lointain) en 1897 et ses Paris: Le Chant d'une grande Ville en 1899. Il introduit la musique de Delius auprès de Julius Buths, qui après son poste à Elberfeld, avait été sommé sur une scène musicale plus importante à Düsseldorf. Buths, qui plus tard est l'un des premiers interprètes de la musique d'Elgar, est devient également un admirateur de Delius.
Haym a également introduit la musique de Delius auprès de Fritz Cassirer, directeur musical du Stadttheater d'Elberfeld, où l'opéra de Delius, Koanga est créée en 1904. C'est à cette époque que Hans Haym tombe malade et il est obligé de se reposer dans le Tirol.
Haym espérait une nomination à la prestigieuse direction musicale de Strasbourg, mais en vain. À Elberfeld, Haym et son orchestre attirent de grands musiciens pour se joindre à eux, notamment Raoul Pugno, Eugène Ysaÿe, Pablo Casals, Ferruccio Busoni et Artur Schnabel. Il a pris sa retraite en 1920 et il est mort à Elberfeld, âgé de 60 ans, le 15 février 1921.